# Сальданья-де-Бургос
Сальданья-де-Бургос (ісп. Saldaña de Burgos) — муніципалітет в Іспанії, у складі автономної спільноти Кастилія-і-Леон, у провінції Бургос. Населення — 183 особи (2010).
Муніципалітет розташований на відстані близько 200 км на північ від Мадрида, 10 км на південь від Бургоса.
На території муніципалітету розташовані такі населені пункти: (дані про населення за 2010 рік)
- Сальданья-де-Бургос: 147 осіб
- Вентас-де-Сальданья: 36 осіб

## Демографія
Динаміка населення (INE ):